# Giuseppe Tomaselli
Giuseppe Tomaselli (Rovereto (Trentino – Tirol del Sud), 29 de gener, 1758 - Würzburg (Baviera), 20 de març, 1836) va ser un actor i cantant d'òpera (tenor) italià.

## Biografia
Nascut a Rovereto, com a membre de la destacada família Tomaselli, Giuseppe va rebre una educació musical a Milà centrada en el cant. L'octubre de 1781 es va incorporar a la capella de la cort de Hieronymus von Colloredo, príncep-bisbe de Salzburg. Aviat es va familiaritzar amb Leopold Mozart i la seva família.
Entre 1803 i 1807 va treballar com a cantant de cambra. Als 30 anys, Tomaselli es va casar amb Theresia Gschwendter. Després de la mort de la seva dona es va casar amb Antonia Honikel. Amb la seva segona dona va tenir una filla, Katharina i tres fills, Carl, Franz i Ignaz.
Entre 1796 i 1798, juntament amb Lorenz Hübner, va dirigir el "Salzburger Landestheater". Durant aquest temps no només va aconseguir l'èxit com a cantant, sinó també com a professor de cant.
Després de la secularització del monestir de l'arquebisbe de Salzburg, la capella de la cort del príncep arquebisbe va romandre en funcionament durant un temps. Quan es va dissoldre el febrer de 1806, Tomaselli va anar a Viena a la cort de l'emperador austríac Francesc I. A la tardor de 1833 es va retirar de la vida privada i va marxar de Viena. Durant un breu temps va viure amb la seva família a Salzburg, però després es va establir a Würzburg. Allà va morir set setmanes després del seu 78è aniversari.

## Interpretacions
- Armidoro a La buona figliuola de Piccinni, al Teatro di Cittadella de Bèrgam, per al carnaval 1773-1774[1]
- Graf Schönblüh (Il Conte di Belfiore) a Unter zwey Streitenden zieht der dritte den Nutzen (Fra i due litiganti il terzo gode) de Giuseppe Sarti, al Teatro di Corte de Salisburgo, l'any 1787.[2]
- Masino a Cimarosa' Giannina e Bernardone, al Teatro di Corte de Salisburgo, el 1787,[3]
  - e di nuovo nella versione tedesca (Hanchen und Bernardon) allo stesso posto l'any 1788[4]